# Harissa (plato)

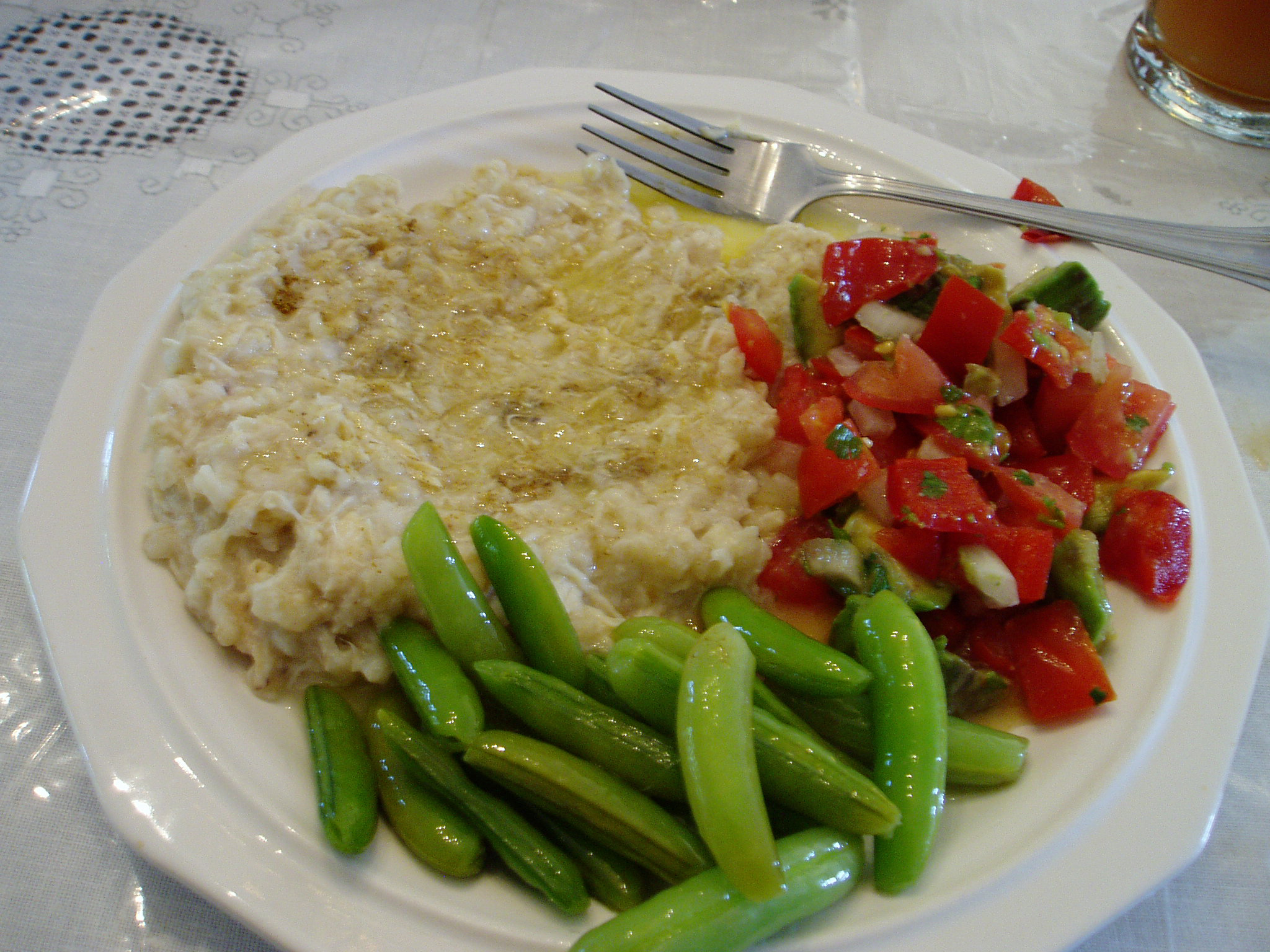
Plato con una Harissa armenia.

Harissa (armenio: Հարիսա) es un plato tradicional de la cocina armenia muy similar al kashkeg, una especie de gachas homogéneas elaboradas previamente con carne de pollo sin huesos junto con granos de trigo. El plato se sirve caliente.

## Costumbres
El plato ha pasado desde muy antiguo de generación en generación y hoy en día la Harissa se sirve de forma tradicional en las celebraciones de la Semana Santa, este día sólo los hombres preparan este plato. Antiguamente se empleaba carne de cordero en lugar del pollo para su preparación. Se entiende siempre que es un plato con carácter festivo y familiar, y es costumbre preparalo para banquetes con muchos invitados. Y es preparado por las comunidades armenias dispersas por todo el mundo.
- Datos: Q1585409
- Multimedia: Harissa of Armenia / Q1585409